# Trung gian trao đổi chất
Trung gian trao đổi chất là các phân tử tiền tố hoặc các chất chuyển hoá của các phân tử sinh học đáng chú ý.
Mặc dù các chất trung gian này đóng vai trò trực tiếp khá là nhỏ vào cơ chế hoạt động tế bào, chúng có thể đóng vai trò quan trọng trong điều chỉnh dị lập thể (biến cấu) của các enzym.

## Ý nghĩa lâm sàng
Một số có thể có ích trong việc đo đạc tốc độ chuyển hoá trao đổi chất (ví dụ, 3,4-dihydroxyphenylacetic acid hoặc 3-aminoisobutyrate).
Bởi vì chúng có thể đại diện các điểm phi tự nhiên của đầu vào các đường chuyển hoá trao đổi chất tự nhiên, một số (ví dụ như AICA ribonucleotide) là chủ đề mang nhiều ý nghĩa cho các nhà nghiên cứu trong việc phát triển các liệu pháp mới.